# 元浜町 (尼崎市)
座標: 北緯34度42分41.8秒 東経135度23分14.0秒 / 北緯34.711611度 東経135.387222度

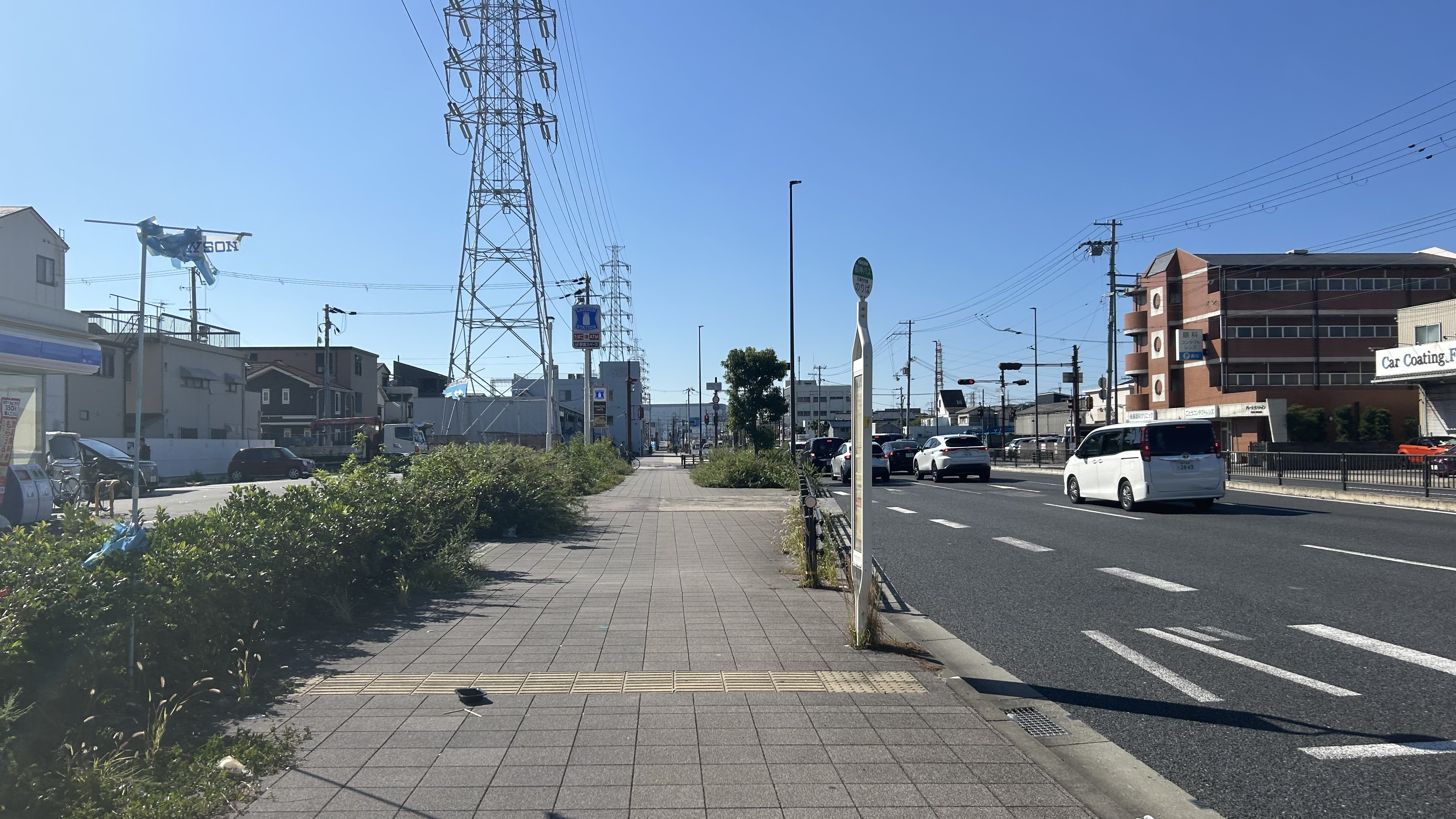
元浜町2丁目停留所

元浜町（もとはまちょう）は、兵庫県尼崎市にある町丁。1丁目から5丁目まである。郵便番号は660-0085。

## 地理
東は道意町、西は西宮市東鳴尾町、南は大浜町・丸島町、北は武庫川町と隣接している。

## 交通

### 鉄道
鉄道は走っていない

### バス
阪神バスが通っている
| 路線名 | 起点     | 町内の停留所                                     | 終点               |
| ------ | -------- | ------------------------------------------------ | ------------------ |
| 30     | 阪急塚口 | (大浜町)-元浜-元浜町2丁目-元浜町3丁目-(武庫川町) | 武庫川             |
| 90     | 武庫川   | (武庫川町)-元浜町3丁目-元浜町2丁目-元浜-(大浜町) | 尼崎テクノランド前 |

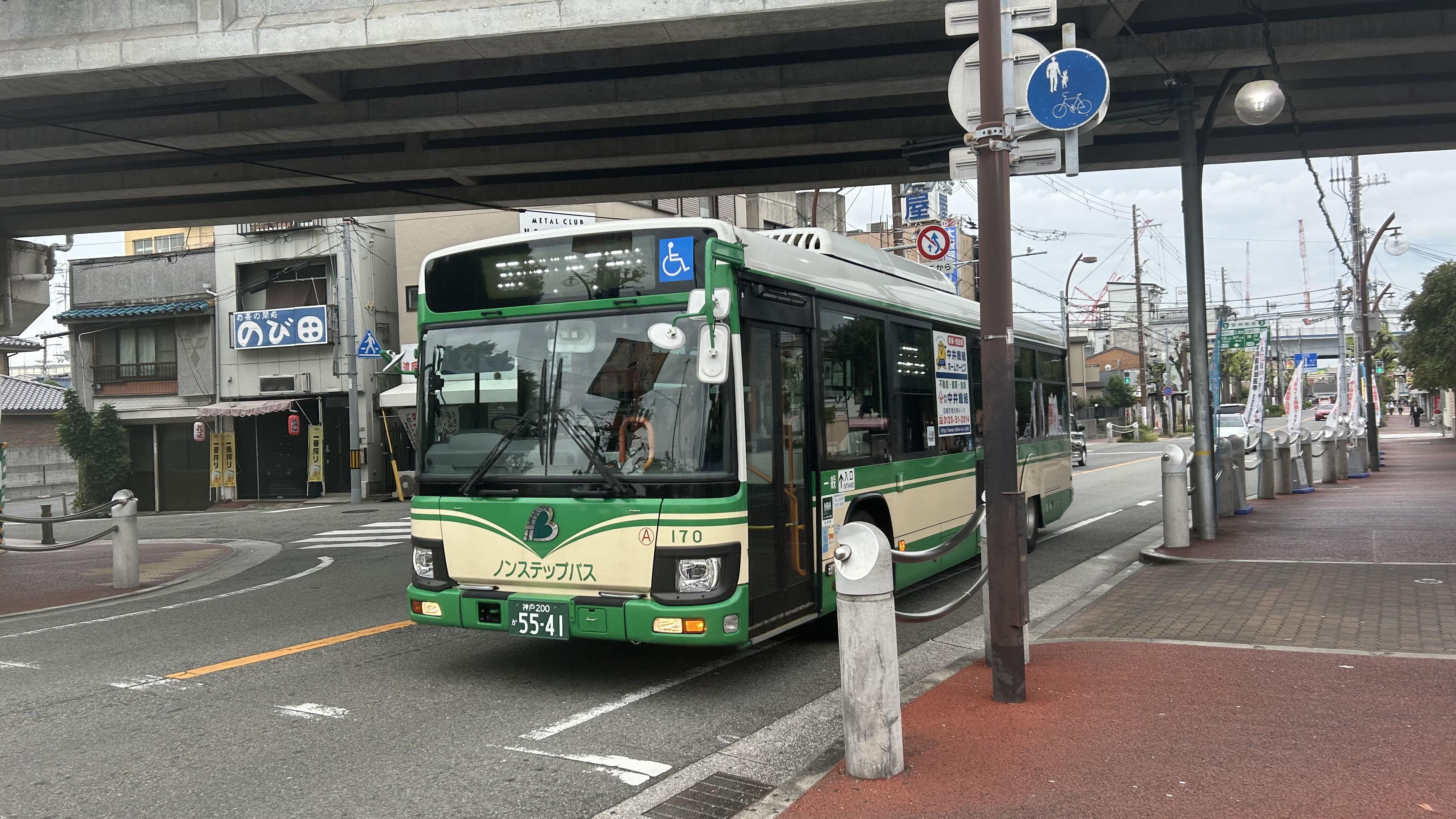
30番
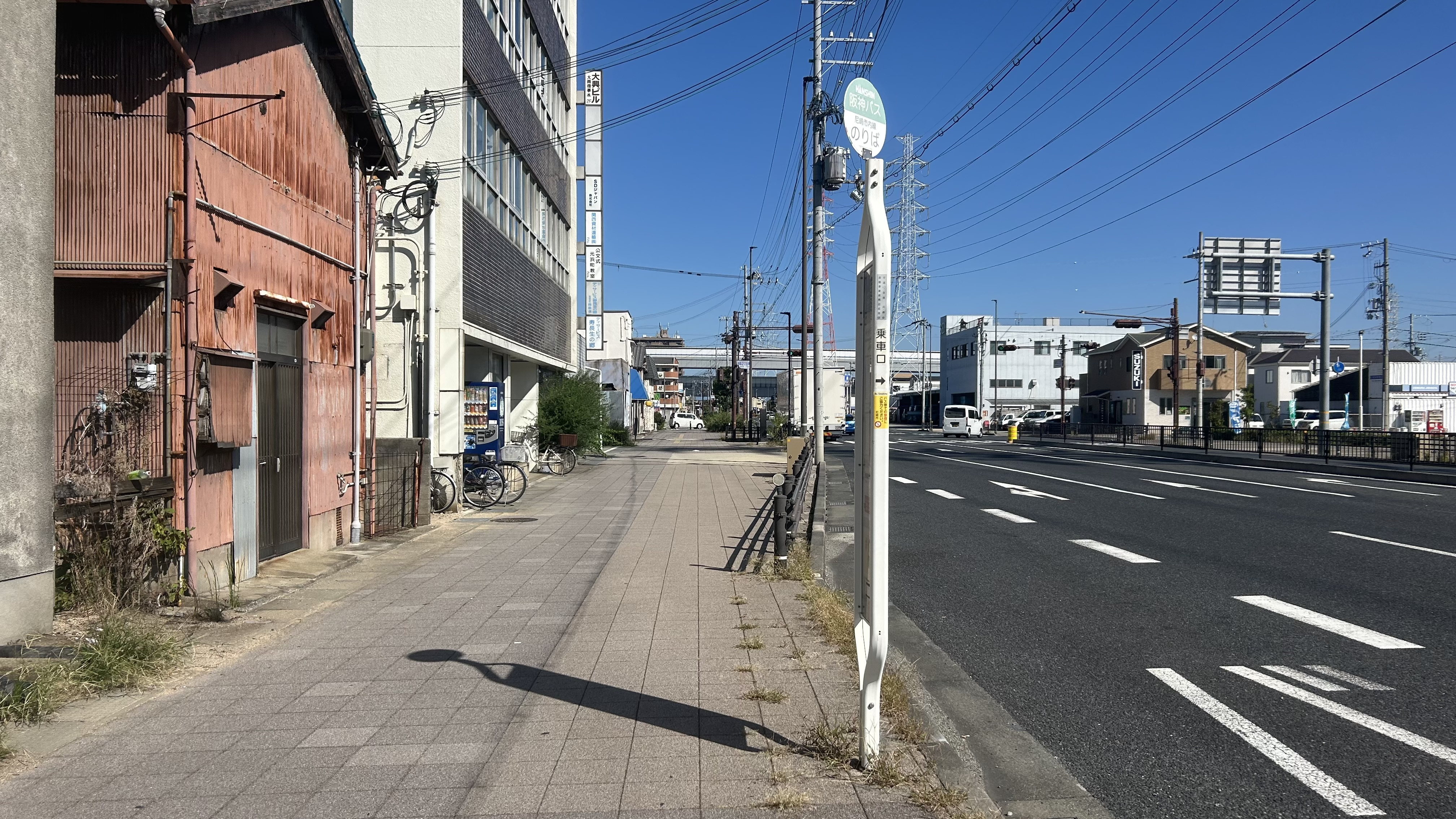
元浜停留所
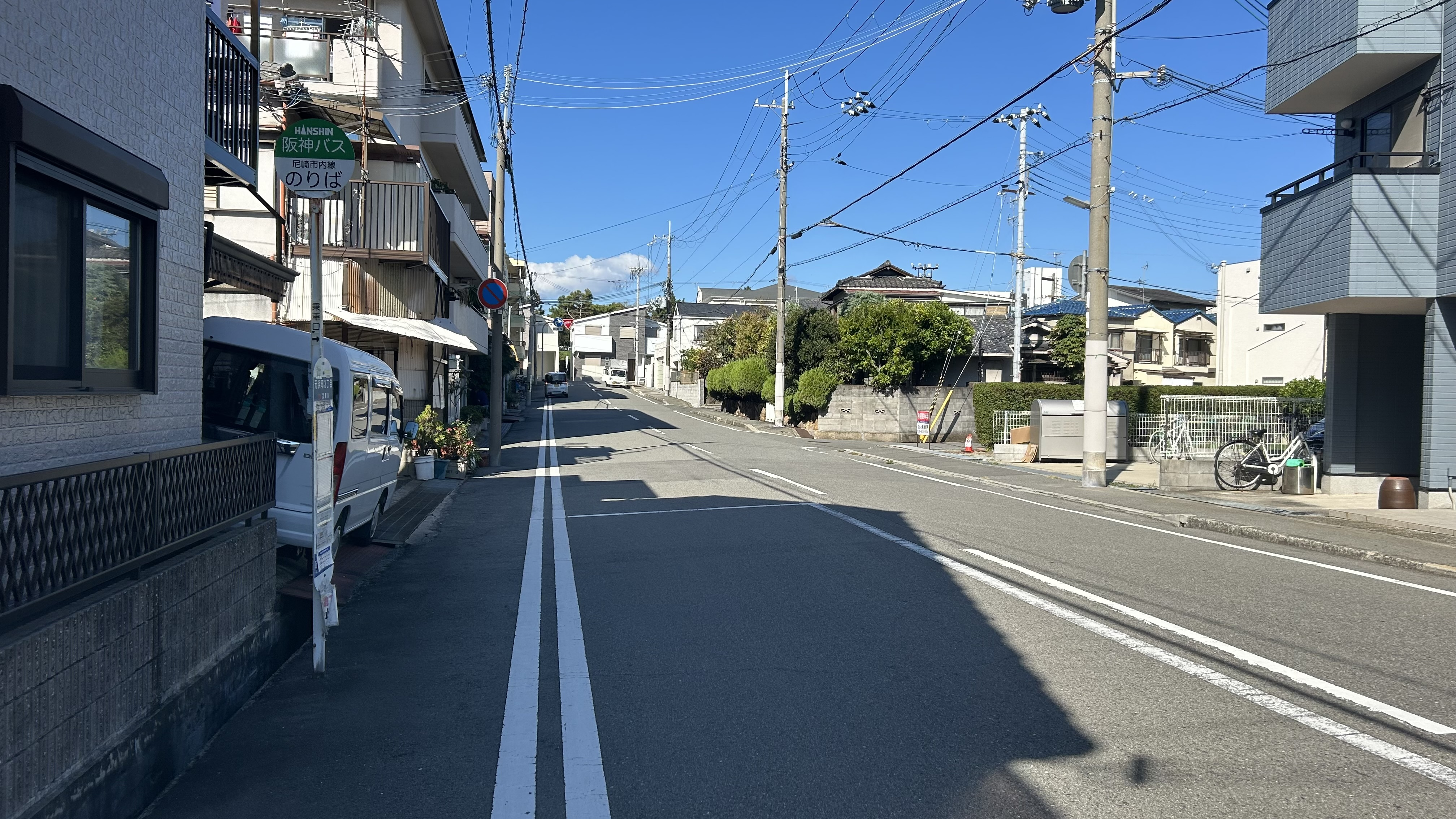
元浜町3丁目停留所

## 校区
出典:
| 丁目 | 小学校         | 中学校     |
| ---- | -------------- | ---------- |
| 1    | わかば西小学校 | 大庄中学校 |
| 2    | わかば西小学校 | 大庄中学校 |
| 3    | わかば西小学校 | 大庄中学校 |
| 4    | わかば西小学校 | 大庄中学校 |
| 5    | わかば西小学校 | 大庄中学校 |

## 施設

### 1丁目
- 元浜緑地
- ローソン 尼崎元浜町店
- ファミリーマート 元浜町一丁目店

### 2丁目
- ファミリーマート 尼崎元浜町店